# Монтгомъри Клифт
Монтгомъри Клифт (на английски: Montgomery Clift), е американски филмов, театрален и телевизионен актьор. 

## Биография
Клифт е роден с рождено име Едуард Монтгомъри Клифт на 17 октомври 1920 година в Омаха, Небраска. Баща му Уилям Брукс Клифт и майка му Етъл Андерсън, която е от холандско-ирландски произход, сключват брак през 1914 година. Баща му е бил вицепрезидент на Omaha National Trust Company. Монтгомъри има сестра близначка - Роберта и брат Уилям Клифт Джуниър (1919-1986). До тийнейджърските си години, децата са обучавани само от частни учители поради стремежа на майка им да ги отгледа като аристократи. По време на Втората световна война, Клифт е отхвърлен от военна служба поради множеството си алергии и заболяване от колит.

### Кариера
Монтгомъри Клифт се появява на сцените на Бродуей на 15-годишна възраст, където постига успех и участва в постановки в продължение на 10 години, преди да се премести в Холивуд и да стартира филмова кариера. Първият филм, в който участва, е "Издриването“ на Фред Цинеман, последван от „Червената река“ на Хауърд Хокс, където е в компанията на супер-звездата Джон Уейн. Произведението е издадено през 1948 година, въпреки че е заснето две години по-рано, през 1946 година.
Играейки често ролите на аутсайдери и жертви, Клифт е сред звездите на Холивуд през 1940-те, 1950-те и 1960-те години. Още с първата си поява в голяма филмова продукция - „Издирването“ (1948), той е номиниран за награда „Оскар“ в категорията за най-добра мъжка роля. Той е един от първите актьори, получили покана от Лий Страсбърг и Елия Казан да учат в тяхното „Актърс студио“.
В хода на кратката си кариера, Клифт получава още две номинации за „Оскар“ за главна роля и една за поддърща мъжка роля, съответно за филмите „Място под слънцето“ (1951), „Оттук до вечността“ (1953) и "Присъда в Нюрнберг“ (1961). Широко обсъждани са близките му отношения с Елизабет Тейлър, с която са екранни партньори в три филма.

### Смърт
Преживяната тежка автомобилна катастрофа през 1956 година, разклаща психическата му устойчивост. Вследствие Клифт се пристрастява към алкохола и хапчетата, което въпреки успешно продължаващата му кариера, довежда до ранната му смърт. На 23 юли 1966 г. той умира на 45 години от инфаркт, предизвикан от оклузивна сърдечно-съдова болест.

## Избрана филмография
| Година | Филм                    | Оригинално заглавие   | Роля                    | Режисьор         | Бележки              |
| ------ | ----------------------- | --------------------- | ----------------------- | ---------------- | -------------------- |
| 1948   | Издирването             | The Search            | Ралф Стивънсън          | Фред Зинеман     | номинация за „Оскар“ |
| 1948   | Червената река          | Red River             | Матю Гарт               | Хауърд Хоукс     |                      |
| 1949   | Наследницата            | The Heiress           | Морис Таунзънд          | Уилям Уайлър     |                      |
| 1951   | Място под слънцето      | A Place in the Sun    | Джордж Ийстмън          | Джордж Стивънс   | номинация за „Оскар“ |
| 1953   | Аз изповядвам           | I Confess             | Майкъл Логън            | Алфред Хичкок    |                      |
| 1953   | Оттук до вечността      | From Here to Eternity | редник Робърт Лий Прюит | Фред Зинеман     | номинация за „Оскар“ |
| 1958   | Младите лъвове          | The Young Lions       | Ноа Акерман             | Едуард Дмитрик   |                      |
| 1959   | Внезапно, миналото лято | Suddenly, Last Summer | доктор Джон Кукрович    | Джоузеф Манкевич |                      |
| 1960   | Дива река               | Wild River            | Чък Гловър              | Елия Казан       |                      |
| 1961   | Непригодните            | The Misfits           | Пърс Хауланд            | Джон Хюстън      |                      |
| 1961   | Присъда в Нюрнберг      | Judgment at Nuremberg | Рудолф Петерсен         | Стенли Крамър    | номинация за „Оскар“ |
| 1963   | Фройд                   | Freud                 | Зигмунт Фройд           | Джон Хюстън      |                      |
| 1965   | Изменникът              | The Defector          | Професор Джеймс Бауър   | Раул Леви        |                      |